# Phó Chủ tịch Ủy ban Toàn quốc Hội nghị Hiệp thương Chính trị Nhân dân Trung Quốc
Phó Chủ tịch Ủy ban Toàn quốc Hội nghị Hiệp thương Chính trị Nhân dân Trung Quốc (tiếng Trung: 中国人民政治协商会议全国委员会副主席), còn được gọi tắt là Phó Chủ tịch Ủy ban Toàn quốc Chính Hiệp (tiếng Trung: 政协全国委员会副主席) hoặc Phó Chủ tịch Chính Hiệp Toàn quốc (tiếng Trung: 全国政协副主席) là chức vụ quan trọng trong Ủy ban Toàn quốc Hội nghị Hiệp thương Chính trị Nhân dân Trung Quốc. Là chức vụ lãnh đạo Nhà nước.

## Nhiệm vụ
"Điều lệ Hội nghị Hiệp thương Chính trị Nhân dân Trung Quốc" trong điều 32 quy định:" Ủy ban Toàn quốc Hội nghị Hiệp thương Chính trị Nhân dân Trung Quốc gồm một Chủ tịch, các Phó Chủ tịch và Tổng Thư ký". Và điều 34 quy định: "Phó Chủ tịch Hội nghị Hiệp thương Chính trị Nhân dân Trung Quốc được bầu trong Hiệp thương Chính trị Nhân dân Trung Quốc".
Trong điều 35 quy định:"Ủy ban Toàn quốc Hội nghị Hiệp thương Chính trị Nhân dân Trung Quốc thành lập một Ủy ban Thường vụ chủ trì hội nghị. Ủy ban Thường vụ bao gồm Chủ tịch, Phó Chủ tịch, Tổng Thư ký và các ủy viên". Điều 37 quy định:"Chủ tịch Ủy ban Toàn quốc Hội nghị Hiệp thương Chính trị Nhân dân Trung Quốc chủ trì công tác của Ủy ban Thường vụ. Phó Chủ tịch, Tổng Thư ký chịu trách nhiệm giúp đỡ Chủ tịch", "Chủ tịch, Phó Chủ tịch và Tổng Thư ký thành lập Hội nghị Chủ tịch, để điều hành công việc hàng ngày quan trọng của Ủy ban Thường vụ".
Không có hạn chế về số phó chủ tịch và số lần tái bổ nhiệm, và giới hạn tuổi tác. Như Ngapoi Ngawang Jigme được bầu làm Phó Chủ tịch từ năm 1993, giữ chức 16 năm cho đến khi năm 2009 khi ông qua đời. 

## Danh sách Phó Chủ tịch

### Ủy ban Toàn quốc khóa I
|     |                 |                  |                   |                                                                             |                                              |         |  |
| STT | Họ tên          | Nhiệm kỳ         | Nhiệm kỳ          | Chức vụ kiêm nhiệm                                                          | Chủ tịch                                     | Ghi chú |  |
| STT | Họ tên          | Nhiệm kỳ bắt đầu | Nhiệm kỳ kết thúc | Chức vụ kiêm nhiệm                                                          | Chủ tịch                                     | Ghi chú |  |
| 1   | Chu Ân Lai      | 9/1949           | 12/1954           | Tổng lý Chính vụ viện Chính phủ Nhân dân Trung ương Bộ trưởng Bộ Ngoại giao | Tập tin:Mao Zedong 1959.jpg · Mao Trạch Đông |         |  |
| 2   | Lý Tế Thâm      | 9/1949           | 12/1954           | Phó Chủ tịch Chính phủ Nhân dân Trung ương                                  | Tập tin:Mao Zedong 1959.jpg · Mao Trạch Đông |         |  |
| 3   | Trầm Quân Nho   | 9/1949           | 12/1954           | Chánh án Tòa án Nhân dân Tối cao Chính phủ Nhân dân Trung ương              | Tập tin:Mao Zedong 1959.jpg · Mao Trạch Đông |         |  |
| 4   | Quách Mạt Nhược | 9/1949           | 12/1954           | Viện trưởng Viện Khoa học Trung Quốc                                        | Tập tin:Mao Zedong 1959.jpg · Mao Trạch Đông |         |  |
| 5   | Trần Thúc Thông | 9/1949           | 12/1954           |                                                                             | Tập tin:Mao Zedong 1959.jpg · Mao Trạch Đông |         |  |

### Ủy ban Toàn quốc khóa II
|     |                  |                  |                   | |            |                                                          |  |
| STT | Họ tên           | Nhiệm kỳ         | Nhiệm kỳ          | Chức vụ kiêm nhiệm                                                                                             | Chủ tịch   | Ghi chú                                                  |  |
| STT | Họ tên           | Nhiệm kỳ bắt đầu | Nhiệm kỳ kết thúc | Chức vụ kiêm nhiệm                                                                                             | Chủ tịch   | Ghi chú                                                  |  |
| 1   | Tống Khánh Linh  | 12/1954          | 4/1959            | Phó Ủy viên trưởng Ủy ban Thường vụ Đại hội Đại biểu Nhân dân Toàn quốc                                        | Chu Ân Lai |                                                          |  |
| 2   | Đổng Tất Vũ      | 12/1954          | 4/1959            | Chánh án Tòa án Nhân dân Tối cao                                                                               | Chu Ân Lai |                                                          |  |
| 3   | Lý Tế Thâm       | 12/1954          | 4/1959            | Phó Ủy viên trưởng Ủy ban Thường vụ Đại hội Đại biểu Nhân dân Toàn quốc                                        | Chu Ân Lai |                                                          |  |
| 4   | Trương Lan       | 12/1954          | 2/1955            | Chủ tịch Đồng minh dân chủ Trung Quốc                                                                          | Chu Ân Lai | Mất khi đang tại nhiệm                                   |  |
| 5   | Quách Mạt Nhược  | 12/1954          | 4/1959            | Viện trưởng Viện Khoa học Trung Quốc                                                                           | Chu Ân Lai |                                                          |  |
| 6   | Bành Chân        | 12/1954          | 4/1959            | Tổng Thư ký Ủy ban Thường vụ Đại hội Đại biểu Nhân dân Toàn quốc Thị trưởng Ủy ban Nhân dân Thành phố Bắc Kinh | Chu Ân Lai |                                                          |  |
| 7   | Trầm Quân Nho    | 12/1954          | 4/1959            | Phó Ủy viên trưởng Ủy ban Thường vụ Đại hội Đại biểu Nhân dân Toàn quốc                                        | Chu Ân Lai |                                                          |  |
| 8   | Hoàng Viêm Bồi   | 12/1954          | 4/1959            | | Chu Ân Lai |                                                          |  |
| 9   | Hà Hương Ngưng   | 12/1954          | 4/1959            | Chủ nhiệm Ủy ban Hoa kiều Trung Quốc                                                                           | Chu Ân Lai |                                                          |  |
| 10  | Lý Duy Hán       | 12/1954          | 4/1959            | Trưởng Ban Mặt trận Thống nhất Trung ương                                                                      | Chu Ân Lai | Bổ nhiệm Phó Chủ tịch Thường vụ từ 1956                  |  |
| 11  | Lý Tứ Quang      | 12/1954          | 4/1959            | Bộ trưởng Bộ Địa chất                                                                                          | Chu Ân Lai |                                                          |  |
| 12  | Trần Thúc Thông  | 12/1954          | 4/1959            | Phó Ủy viên trưởng Ủy ban Thường vụ Đại hội Đại biểu Nhân dân Toàn quốc                                        | Chu Ân Lai | Bổ nhiệm Phó Chủ tịch Thường vụ từ 1956                  |  |
| 13  | Chương Bá Quân   | 12/1954          | 3/1958            | Chủ tịch Ủy ban Trung ương Đảng Dân chủ Công Nông Trung Quốc Bộ trưởng Bộ Giao thông                           | Chu Ân Lai | Bổ nhiệm Phó Chủ tịch Thường vụ từ 1956; 1958 Miễn nhiệm |  |
| 14  | Choekyi Gyaltsen | 12/1954          | 4/1959            | | Chu Ân Lai | Bổ nhiệm Phó Chủ tịch Thường vụ từ 1956                  |  |
| 15  | Burhan Shahidi   | 12/1954          | 4/1959            | | Chu Ân Lai |                                                          |  |

### Ủy ban Toàn quốc khóa III
|                        |                        |                  |                   | |            |                             |  |
| STT                    | Họ tên                 | Nhiệm kỳ         | Nhiệm kỳ          | Chức vụ kiêm nhiệm | Chủ tịch   | Ghi chú                     |  |
| STT                    | Họ tên                 | Nhiệm kỳ bắt đầu | Nhiệm kỳ kết thúc | Chức vụ kiêm nhiệm | Chủ tịch   | Ghi chú                     |  |
| Phó Chủ tịch Thường vụ |                        |                  |                   | |            |                             |  |
| 1                      | Khang Sinh             | 4/1959           | 1/1965            | Bí thư Trung ương Đảng Phó trưởng Ban Văn Giáo Trung ương, Phó chủ nhiệm Ủy ban Công tác Giáo dục                                 | Chu Ân Lai |                             |  |
| 2                      | Lý Duy Hán             | 4/1959           | 12/1964           | Trưởng Ban Ban Mặt trận Thống nhất Trung ương                                                                                     | Chu Ân Lai | Bãi nhiệm                   |  |
| 3                      | Trần Thúc Thông        | 4/1959           | 1/1965            | Phó Ủy viên trưởng Ủy ban Thường vụ Đại hội Đại biểu Nhân dân Toàn quốc                                                           | Chu Ân Lai |                             |  |
| 4                      | Burhan Shahidi         | 4/1959           | 1/1965            | Chủ nhiệm Hiệp hội Hồi giáo Trung Quốc                                                                                            | Chu Ân Lai |                             |  |
| Phó Chủ tịch           |                        |                  |                   | |            |                             |  |
| 5                      | Bành Chân              | 4/1959           | 1/1965            | Tổng Thư ký Ủy ban Thường vụ Đại hội Đại biểu Nhân dân Toàn quốc Thị trưởng Ủy ban Nhân dân Thành phố Bắc Kinh                    | Chu Ân Lai |                             |  |
| 6                      | Lý Tế Thâm             | 4/1959           | 10/1959           | Phó Ủy viên trưởng Ủy ban Thường vụ Đại hội Đại biểu Nhân dân Toàn quốc                                                           | Chu Ân Lai | Mất khi đang tại nhiệm      |  |
| 7                      | Quách Mạt Nhược        | 4/1959           | 1/1965            | Viện trưởng Viện Khoa học Trung Quốc Hiệu trưởng Đại học Khoc học Kỹ thuật Trung Quốc Chủ tịch Giới Văn học Nghệ thuật Trung Quốc | Chu Ân Lai |                             |  |
| 8                      | Trầm Quân Nho          | 4/1959           | 6/1963            | Phó Ủy viên trưởng Ủy ban Thường vụ Đại hội Đại biểu Nhân dân Toàn quốc                                                           | Chu Ân Lai | Mất khi đang tại nhiệm      |  |
| 9                      | Hoàng Viêm Bồi         | 4/1959           | 1/1965            | Phó Ủy viên trưởng Ủy ban Thường vụ Đại hội Đại biểu Nhân dân Toàn quốc                                                           | Chu Ân Lai |                             |  |
| 10                     | Lý Tứ Quang            | 4/1959           | 1/1965            | Bộ trưởng Bộ Địa chất Chủ tịch Hiệp hội Khoa học Kỹ thuật Trung Quốc                                                              | Chu Ân Lai |                             |  |
| 11                     | Trần Nghị              | 4/1959           | 1/1965            | Phó Thủ tướng Quốc vụ viện Bộ trưởng Bộ Ngoại giao                                                                                | Chu Ân Lai |                             |  |
| 12                     | Pagbalha Geleg Namgyai | 4/1959           | 1/1965            | | Chu Ân Lai |                             |  |
| 13                     | Ngapoi Ngawang Jigme   | 4/1959           | 1/1965            | Tổng Thư ký kiêm Phó Chủ nhiệm Ủy ban Trù bị Khu tự trị Tây Tạng Phó Tổng Tư lệnh Quân khu Tây Tạng                               | Chu Ân Lai |                             |  |
| 14                     | Hà Hương Ngưng         | 4/1960           | 1/1965            | Chủ nhiệm Ủy ban Hoa kiều Trung Quốc                                                                                              | Chu Ân Lai | Bổ nhiệm tại Hội nghị thứ 2 |  |

### Ủy ban Toàn quốc khóa IV
|                        |                        |                  |                   | |            |                                                    |  |
| STT                    | Họ tên                 | Nhiệm kỳ         | Nhiệm kỳ          | Chức vụ kiêm nhiệm                                                                                             | Chủ tịch   | Ghi chú                                            |  |
| STT                    | Họ tên                 | Nhiệm kỳ bắt đầu | Nhiệm kỳ kết thúc | Chức vụ kiêm nhiệm                                                                                             | Chủ tịch   | Ghi chú                                            |  |
| Phó Chủ tịch Thường vụ |                        |                  |                   | |            |                                                    |  |
| 1                      | Từ Băng                | 1/1965           | 1972              | Trưởng ban Ban Mặt trận Thống nhất Trung ương                                                                  | Chu Ân Lai | Bị bức hại trong thời kỳ cách mạng văn hóa bức hại |  |
| 2                      | Trần Thúc Thông        | 1/1965           | 2/1966            | Phó Ủy viên trưởng Ủy ban Thường vụ Đại hội Đại biểu Nhân dân Toàn quốc                                        | Chu Ân Lai | Mất khi đang tại nhiệm                             |  |
| 3                      | Cao Sùng Dân           | 1/1965           | 7/1971            | Phó Chủ tịch Ủy ban Trung ương Đồng minh dân chủ Trung Quốc                                                    | Chu Ân Lai | Mất khi đang tại nhiệm                             |  |
| Phó Chủ tịch           |                        |                  |                   | |            |                                                    |  |
| 5                      | Bành Chân              | 1/1965           | 4/1966            | Tổng Thư ký Ủy ban Thường vụ Đại hội Đại biểu Nhân dân Toàn quốc Thị trưởng Ủy ban Nhân dân Thành phố Bắc Kinh | Chu Ân Lai | Bị quy kết thành phần phản Đảng miễn nhiệm         |  |
| 6                      | Trần Nghị              | 1/1965           | 1/1972            | Phó Thủ tướng Quốc vụ viện Bộ trưởng Bộ Ngoại giao                                                             | Chu Ân Lai | Mất khi đang tại nhiệm                             |  |
| 7                      | Diệp Kiếm Anh          | 1/1965           | 3/1978            | Tổng Thư ký Ủy ban Quân sự Trung ương Đảng                                                                     | Chu Ân Lai |                                                    |  |
| 8                      | Hoàng Viêm Bồi         | 1/1965           | 12/1965           | Phó Ủy viên trưởng Ủy ban Thường vụ Đại hội Đại biểu Nhân dân Toàn quốc                                        | Chu Ân Lai | Mất khi đang tại nhiệm                             |  |
| 9                      | Lưu Lan Đào            | 1/1965           | 3/1978            | | Chu Ân Lai |                                                    |  |
| 10                     | Tống Nhiệm Cùng        | 1/1965           | 3/1978            | | Chu Ân Lai |                                                    |  |
| 11                     | Thái Đình Khải         | 1/1965           | 4/1968            | | Chu Ân Lai | Mất khi đang tại nhiệm                             |  |
| 12                     | Vi Quốc Thanh          | 1/1965           | 3/1978            | Chủ tịch Chính phủ Nhân dân Khu tự trị Quảng Tây                                                               | Chu Ân Lai |                                                    |  |
| 13                     | Đặng Tử Khôi           | 1/1965           | 12/1972           | | Chu Ân Lai | Bị bức hại trong cách mạng văn hóa                 |  |
| 14                     | Lý Tứ Quang            | 1/1965           | 4/1971            | Chủ tịch Hiệp hội Khoa học Kỹ thuật Trung Quốc                                                                 | Chu Ân Lai | Mất khi đang tại nhiệm                             |  |
| 15                     | Phó Tác Nghĩa          | 1/1965           | 4/1974            | Bộ trưởng Bộ Điện lực Thủy lợi                                                                                 | Chu Ân Lai | Mất khi đảng tại nhiệm                             |  |
| 16                     | Đằng Đại Viễn          | 1/1965           | 12/1974           | | Chu Ân Lai | Mất khi đảng tại nhiệm                             |  |
| 17                     | Tạ Giác Tai            | 1/1965           | 6/1971            | | Chu Ân Lai | Mất khi đảng tại nhiệm                             |  |
| 18                     | Thẩm Nhạn Băng         | 1/1965           | 3/1978            | Chủ tịch Hội Nhà văn Trung Quốc                                                                                | Chu Ân Lai |                                                    |  |
| 19                     | Lý Chúc Trần           | 1/1965           | 10/1968           | | Chu Ân Lai | Mất khi đảng tại nhiệm                             |  |
| 20                     | Pagbalha Geleg Namgyai | 1/1965           | 3/1978            | | Chu Ân Lai |                                                    |  |
| 21                     | Hứa Đức Hành           | 1/1965           | 3/1978            | Chủ tịch Ủy ban Trung ương Học xã Cửu tam                                                                      | Chu Ân Lai |                                                    |  |
| 22                     | Lý Đức Toàn            | 1/1965           | 4/1972            | | Chu Ân Lai | Mất khi đảng tại nhiệm                             |  |
| 23                     | Mã Tự Luân             | 1/1965           | 5/1970            | | Chu Ân Lai | Mất khi đảng tại nhiệm                             |  |

### Ủy ban Toàn quốc khóa V
|     |                        |                  |                   | |                |                                                    |  |
| STT | Họ tên                 | Nhiệm kỳ         | Nhiệm kỳ          | Chức vụ kiêm nhiệm | Chủ tịch       | Ghi chú                                            |  |
| STT | Họ tên                 | Nhiệm kỳ bắt đầu | Nhiệm kỳ kết thúc | Chức vụ kiêm nhiệm | Chủ tịch       | Ghi chú                                            |  |
| 1   | Ô Lan Phu              | 3/1978           | 6/1983            | Trưởng ban Ban Mặt trận Thống nhất Trung ương                                                                                     | Đặng Tiểu Bình |                                                    |  |
| 2   | Vi Quốc Thanh          | 3/1978           | 6/1983            | Chủ nhiệm Tổng bộ Chính trị Quân Giải phóng Nhân dân                                                                              | Đặng Tiểu Bình |                                                    |  |
| 3   | Bành Trùng             | 3/1978           | 6/1983            | Bí thư thứ nhất Thành ủy Thượng Hải                                                                                               | Đặng Tiểu Bình |                                                    |  |
| 4   | Triệu Tử Dương         | 3/1978           | 6/1983            | Thủ tướng Quốc vụ viện | Đặng Tiểu Bình |                                                    |  |
| 5   | Quách Mạt Nhược        | 3/1978           | 6/1978            | Viện trưởng Viện Khoa học Trung Quốc Hiệu trưởng Đại học Khoc học Kỹ thuật Trung Quốc Chủ tịch Giới Văn học Nghệ thuật Trung Quốc | Đặng Tiểu Bình | Mất khi đang tại nhiệm                             |  |
| 6   | Tống Nhiệm Cùng        | 3/1978           | 6/1983            | Trưởng ban Ban Tổ chức Trung ương                                                                                                 | Đặng Tiểu Bình |                                                    |  |
| 7   | Thẩm Nhạn Băng         | 3/1978           | 3/1981            | Chủ tịch Hội Nhà văn Trung Quốc                                                                                                   | Đặng Tiểu Bình | Mất khi đang tại nhiệm                             |  |
| 8   | Hứa Đức Hành           | 3/1978           | 6/1983            | Chủ tịch Ủy ban Trung ương Học xã Cửu tam                                                                                         | Đặng Tiểu Bình |                                                    |  |
| 9   | Âu Dương Khâm          | 3/1978           | 5/1978            | | Đặng Tiểu Bình | Mất khi đang tại nhiệm                             |  |
| 10  | Sử Lương               | 3/1978           | 6/1983            | Chủ tịch Đồng minh Dân chủ Trung Quốc                                                                                             | Đặng Tiểu Bình |                                                    |  |
| 11  | Chu Uẩn Sơn            | 3/1978           | 4/1981            | Chủ tịch Ủy ban cách mạng Quốc dân đảng Trung Quốc                                                                                | Đặng Tiểu Bình | Mất khi đang tại nhiệm                             |  |
| 12  | Khang Khắc Thanh       | 3/1978           | 6/1983            | Chủ tịch Hội Liên hiệp Phụ nữ Toàn quốc Trung Quốc                                                                                | Đặng Tiểu Bình |                                                    |  |
| 13  | Quý Phương             | 3/1978           | 6/1983            | Chủ tịch Đảng Dân chủ nông công Trung Quốc                                                                                        | Đặng Tiểu Bình |                                                    |  |
| 14  | Vương Thủ Đạo          | 3/1978           | 6/1983            | | Đặng Tiểu Bình |                                                    |  |
| 15  | Dương Tĩnh Nhân        | 3/1978           | 6/1983            | Chủ tịch Ủy ban Dân tộc Quốc gia                                                                                                  | Đặng Tiểu Bình |                                                    |  |
| 16  | Trương Trùng           | 3/1978           | 10/1980           | | Đặng Tiểu Bình | Mất khi đang tại nhiệm                             |  |
| 17  | Pagbalha Geleg Namgyai | 3/1978           | 6/1983            | | Đặng Tiểu Bình |                                                    |  |
| 18  | Chu Kiến Nhân          | 3/1978           | 6/1983            | Chủ tịch Hội xúc tiến dân chủ Trung Quốc                                                                                          | Đặng Tiểu Bình |                                                    |  |
| 19  | Trang Hi Tuyền         | 3/1978           | 6/1983            | | Đặng Tiểu Bình |                                                    |  |
| 20  | Hồ Tử Ngang            | 3/1978           | 6/1983            | | Đặng Tiểu Bình |                                                    |  |
| 21  | Vinh Nghị Nhân         | 3/1978           | 6/1983            | | Đặng Tiểu Bình |                                                    |  |
| 22  | Đồng Đệ Chu            | 3/1978           | 3/1979            | | Đặng Tiểu Bình | Mất khi đang tại nhiệm                             |  |
| 23  | Lưu Lan Đào            | 7/1979           | 6/1983            | | Đặng Tiểu Bình | Bổ nhiệm tại Hội nghị thứ 2                        |  |
| 24  | Lục Định Nhất          | 7/1979           | 6/1983            | | Đặng Tiểu Bình | Bổ nhiệm tại Hội nghị thứ 2                        |  |
| 25  | Lý Duy Hán             | 7/1979           | 6/1983            | Phó Chủ nhiệm Ủy ban Cố vấn Trung ương                                                                                            | Đặng Tiểu Bình | Bổ nhiệm tại Hội nghị thứ 2                        |  |
| 26  | Hồ Dũ Chi              | 7/1979           | 6/1983            | | Đặng Tiểu Bình | Bổ nhiệm tại Hội nghị thứ 2                        |  |
| 27  | Vương Côn Lôn          | 7/1979           | 6/1983            | | Đặng Tiểu Bình | Bổ nhiệm tại Hội nghị thứ 2                        |  |
| 28  | Choekyi Gyaltsen       | 7/1979           | 6/1983            | | Đặng Tiểu Bình | Bổ nhiệm tại Hội nghị thứ 2                        |  |
| 29  | Hà Trường Công         | 9/1980           | 6/1983            | | Đặng Tiểu Bình | Bổ nhiệm tại Hội nghị thứ 3                        |  |
| 30  | Tiếu Khắc              | 9/1980           | 6/1983            | | Đặng Tiểu Bình | Bổ nhiệm tại Hội nghị thứ 3                        |  |
| 31  | Trình Tử Hoa           | 9/1980           | 6/1983            | Bộ trưởng Bộ Dân Chính | Đặng Tiểu Bình | Bổ nhiệm tại Hội nghị thứ 3                        |  |
| 32  | Dương Tú Phong         | 9/1980           | 6/1983            | | Đặng Tiểu Bình | Bổ nhiệm tại Hội nghị thứ 3                        |  |
| 33  | Sa Thiên Lí            | 9/1980           | 4/1982            | | Đặng Tiểu Bình | Bổ nhiệm tại Hội nghị thứ 3 Mất khi đang tại nhiệm |  |
| 34  | Burhan Shahidi         | 9/1980           | 6/1983            | | Đặng Tiểu Bình | Bổ nhiệm tại Hội nghị thứ 3                        |  |
| 35  | Chu Bồi Nguyên         | 9/1980           | 6/1983            | Hiệu trưởng Đại học Bắc Kinh | Đặng Tiểu Bình | Bổ nhiệm tại Hội nghị thứ 3                        |  |
| 36  | Tiền Xương Chiếu       | 9/1980           | 6/1983            | | Đặng Tiểu Bình | Bổ nhiệm tại Hội nghị thứ 3                        |  |
| 37  | Lưu Phỉ                | 12/1981          | 6/1983            | | Đặng Tiểu Bình | Bổ nhiệm tại Hội nghị thứ 4                        |  |
| 38  | Đổng Kì Vũ             | 12/1981          | 6/1983            | | Đặng Tiểu Bình | Bổ nhiệm tại Hội nghị thứ 4                        |  |

### Ủy ban Toàn quốc khóa VI
|     |                        |                  |                   |                                                                                          |                                             |                                     |  |
| STT | Họ tên                 | Nhiệm kỳ         | Nhiệm kỳ          | Chức vụ kiêm nhiệm                                                                       | Chủ tịch                                    | Ghi chú                             |  |
| STT | Họ tên                 | Nhiệm kỳ bắt đầu | Nhiệm kỳ kết thúc | Chức vụ kiêm nhiệm                                                                       | Chủ tịch                                    | Ghi chú                             |  |
| 1   | Dương Tĩnh Nhân        | 6/1983           | 4/1988            | Trưởng ban Ban Công tác Mặt trận Thống nhất Trung ương Chủ nhiệm Ủy ban Dân tộc Quốc gia | Tập tin:Deng Yingchao1.jpg · Đặng Dĩnh Siêu |                                     |  |
| 2   | Lưu Lan Đào            | 6/1983           | 4/1988            |                                                                                          | Tập tin:Deng Yingchao1.jpg · Đặng Dĩnh Siêu |                                     |  |
| 3   | Lục Định Nhất          | 6/1983           | 4/1988            |                                                                                          | Tập tin:Deng Yingchao1.jpg · Đặng Dĩnh Siêu |                                     |  |
| 4   | Trình Tử Hoa           | 6/1983           | 4/1988            |                                                                                          | Tập tin:Deng Yingchao1.jpg · Đặng Dĩnh Siêu |                                     |  |
| 5   | Khang Khắc Thanh       | 6/1983           | 4/1988            | Chủ tịch Hội Liên hiệp Phụ nữ Toàn quốc Trung Quốc                                       | Tập tin:Deng Yingchao1.jpg · Đặng Dĩnh Siêu |                                     |  |
| 6   | Quý Phương             | 6/1983           | 12/1987           | Chủ tịch Đảng Dân chủ nông công Trung Quốc                                               | Tập tin:Deng Yingchao1.jpg · Đặng Dĩnh Siêu | Mất khi đang tại nhiệm              |  |
| 7   | Trang Hi Tuyền         | 6/1983           | 4/1988            |                                                                                          | Tập tin:Deng Yingchao1.jpg · Đặng Dĩnh Siêu |                                     |  |
| 8   | Pagbalha Geleg Namgyai | 6/1983           | 4/1988            |                                                                                          | Tập tin:Deng Yingchao1.jpg · Đặng Dĩnh Siêu |                                     |  |
| 9   | Hồ Tử Ngang            | 6/1983           | 4/1988            |                                                                                          | Tập tin:Deng Yingchao1.jpg · Đặng Dĩnh Siêu |                                     |  |
| 10  | Vương Côn Lôn          | 6/1983           | 8/1985            | Chủ tịch Ủy ban cách mạng Quốc dân đảng Trung Quốc                                       | Tập tin:Deng Yingchao1.jpg · Đặng Dĩnh Siêu | Mất khi đang tại nhiệm              |  |
| 11  | Tiền Xương Chiếu       | 6/1983           | 4/1988            | Chủ tịch Hội thơ ca Trung Quốc                                                           | Tập tin:Deng Yingchao1.jpg · Đặng Dĩnh Siêu |                                     |  |
| 12  | Đổng Kì Vũ             | 6/1983           | 4/1988            |                                                                                          | Tập tin:Deng Yingchao1.jpg · Đặng Dĩnh Siêu |                                     |  |
| 13  | Đào Trĩ Nhạc           | 6/1983           | 4/1988            |                                                                                          | Tập tin:Deng Yingchao1.jpg · Đặng Dĩnh Siêu |                                     |  |
| 14  | Chu Thúc Thao          | 6/1983           | 2/1984            |                                                                                          | Tập tin:Deng Yingchao1.jpg · Đặng Dĩnh Siêu | Mất khi đang tại nhiệm              |  |
| 15  | Dương Thành Vũ         | 6/1983           | 4/1988            |                                                                                          | Tập tin:Deng Yingchao1.jpg · Đặng Dĩnh Siêu |                                     |  |
| 16  | Tiếu Hoa               | 6/1983           | 8/1985            |                                                                                          | Tập tin:Deng Yingchao1.jpg · Đặng Dĩnh Siêu | Mất khi đang tại nhiệm              |  |
| 17  | Trần Tái Đạo           | 6/1983           | 4/1988            |                                                                                          | Tập tin:Deng Yingchao1.jpg · Đặng Dĩnh Siêu |                                     |  |
| 18  | Lã Chính Thao          | 6/1983           | 4/1988            |                                                                                          | Tập tin:Deng Yingchao1.jpg · Đặng Dĩnh Siêu |                                     |  |
| 19  | Chu Kiến Nhân          | 6/1983           | 7/1984            | Chủ tịch Hội xúc tiến dân chủ Trung Quốc                                                 | Tập tin:Deng Yingchao1.jpg · Đặng Dĩnh Siêu | Mất khi đang tại nhiệm              |  |
| 20  | Chu Bồi Nguyên         | 6/1983           | 4/1988            | Chủ tịch Học xã Cửu Tam                                                                  | Tập tin:Deng Yingchao1.jpg · Đặng Dĩnh Siêu |                                     |  |
| 21  | Burhan Shahidi         | 6/1983           | 4/1988            |                                                                                          | Tập tin:Deng Yingchao1.jpg · Đặng Dĩnh Siêu |                                     |  |
| 22  | Cù Vân Đài             | 6/1983           | 4/1988            |                                                                                          | Tập tin:Deng Yingchao1.jpg · Đặng Dĩnh Siêu |                                     |  |
| 23  | Vương Quang Anh        | 6/1983           | 4/1988            |                                                                                          | Tập tin:Deng Yingchao1.jpg · Đặng Dĩnh Siêu |                                     |  |
| 24  | Đặng Triệu Tường       | 6/1983           | 4/1988            |                                                                                          | Tập tin:Deng Yingchao1.jpg · Đặng Dĩnh Siêu |                                     |  |
| 25  | Phí Hiếu Thông         | 6/1983           | 4/1988            | Chủ tịch Đồng minh dân chủ Trung Quốc                                                    | Tập tin:Deng Yingchao1.jpg · Đặng Dĩnh Siêu |                                     |  |
| 26  | Triệu Phác Sơ          | 6/1983           | 4/1988            | Chủ tịch Hội Phật giáo Trung Quốc                                                        | Tập tin:Deng Yingchao1.jpg · Đặng Dĩnh Siêu |                                     |  |
| 27  | Diệp Thánh Đào         | 6/1983           | 2/1988            | Chủ tịch Hội xúc tiến dân chủ Trung Quốc (từ 1984)                                       | Tập tin:Deng Yingchao1.jpg · Đặng Dĩnh Siêu | Mất khi đang tại nhiệm              |  |
| 28  | Khuất Vũ               | 6/1983           | 4/1988            | Chủ tịch Ủy ban cách mạng Quốc dân đảng Trung Quốc (từ 1985)                             | Tập tin:Deng Yingchao1.jpg · Đặng Dĩnh Siêu |                                     |  |
| 29  | Ba Kim                 | 6/1983           | 4/1988            | Chủ tịch Hội Nhà văn Trung Quốc                                                          | Tập tin:Deng Yingchao1.jpg · Đặng Dĩnh Siêu |                                     |  |
| 30  | Mã Văn Thụy            | 5/1984           | 4/1988            | Chủ tịch Hội Nghiên cứu Tinh thần Diên An Trung Quốc                                     | Tập tin:Deng Yingchao1.jpg · Đặng Dĩnh Siêu | Bầu bổ sung                         |  |
| 31  | Mao Dĩ Thăng           | 5/1984           | 4/1988            |                                                                                          | Tập tin:Deng Yingchao1.jpg · Đặng Dĩnh Siêu | Bầu bổ sung                         |  |
| 32  | Lưu Tĩnh Cơ            | 5/1984           | 4/1988            |                                                                                          | Tập tin:Deng Yingchao1.jpg · Đặng Dĩnh Siêu | Bầu bổ sung                         |  |
| 33  | Hoa La Canh            | 4/1985           | 6/1985            |                                                                                          | Tập tin:Deng Yingchao1.jpg · Đặng Dĩnh Siêu | Chọn bổ sung Mất khi đang tại nhiệm |  |
| 34  | Vương Ân Mậu           | 4/1986           | 4/1988            |                                                                                          | Tập tin:Deng Yingchao1.jpg · Đặng Dĩnh Siêu | Chọn bổ sung                        |  |
| 35  | Tiền Học Sâm           | 4/1986           | 4/1988            |                                                                                          | Tập tin:Deng Yingchao1.jpg · Đặng Dĩnh Siêu | Chọn bổ sung                        |  |
| 36  | Lôi Khiết Quỳnh        | 4/1986           | 4/1988            | Chủ tịch Hội xúc tiến dân chủ Trung Quốc (từ 1987)                                       | Tập tin:Deng Yingchao1.jpg · Đặng Dĩnh Siêu | Chọn bổ sung                        |  |
| 37  | Uông Phong             | 4/1987           | 4/1988            |                                                                                          | Tập tin:Deng Yingchao1.jpg · Đặng Dĩnh Siêu | Chọn bổ sung                        |  |
| 38  | Tiền Vĩ Trường         | 4/1987           | 4/1988            |                                                                                          | Tập tin:Deng Yingchao1.jpg · Đặng Dĩnh Siêu | Chọn bổ sung                        |  |

### Ủy ban Toàn quốc khóa VII
|     |                        |                  |                   |                                                        |              |                        |  |
| STT | Họ tên                 | Nhiệm kỳ         | Nhiệm kỳ          | Chức vụ kiêm nhiệm                                     | Chủ tịch     | Ghi chú                |  |
| STT | Họ tên                 | Nhiệm kỳ bắt đầu | Nhiệm kỳ kết thúc | Chức vụ kiêm nhiệm                                     | Chủ tịch     | Ghi chú                |  |
| 1   | Vương Nhậm Trọng       | 4/1988           | 3/1992            |                                                        | Lý Tiên Niệm | Mất khi đang tại nhiệm |  |
| 2   | Diêm Minh Phục         | 4/1988           | 3/1993            | Trưởng ban Ban Công tác Mặt trận Thống nhất Trung ương | Lý Tiên Niệm |                        |  |
| 3   | Phương Nghị            | 4/1988           | 3/1993            |                                                        | Lý Tiên Niệm |                        |  |
| 4   | Cốc Mục                | 4/1988           | 3/1993            |                                                        | Lý Tiên Niệm |                        |  |
| 5   | Dương Tĩnh Nhân        | 4/1988           | 3/1993            |                                                        | Lý Tiên Niệm |                        |  |
| 6   | Khang Khắc Thanh       | 4/1988           | 4/1992            | Chủ tịch Hội Liên hiệp Phụ nữ Trung Quốc               | Lý Tiên Niệm | Mất khi đang tại nhiệm |  |
| 7   | Pagbalha Geleg Namgyai | 4/1988           | 3/1993            |                                                        | Lý Tiên Niệm |                        |  |
| 8   | Hồ Tử Ngang            | 4/1988           | 11/1991           |                                                        | Lý Tiên Niệm | Mất khi đang tại nhiệm |  |
| 9   | Tiền Xương Chiếu       | 4/1988           | 10/1988           |                                                        | Lý Tiên Niệm | Mất khi đang tại nhiệm |  |
| 10  | Chu Bồi Nguyên         | 4/1988           | 3/1993            | Chủ tịch Học xã Cửu Tam                                | Lý Tiên Niệm |                        |  |
| 11  | Cù Vân Đài             | 4/1988           | 9/1988            |                                                        | Lý Tiên Niệm | Mất khi đang tại nhiệm |  |
| 12  | Vương Quang Anh        | 4/1988           | 3/1993            |                                                        | Lý Tiên Niệm |                        |  |
| 13  | Đặng Triệu Tường       | 4/1988           | 3/1993            |                                                        | Lý Tiên Niệm |                        |  |
| 14  | Triệu Phác Sơ          | 4/1988           | 3/1993            | Chủ tịch Hội Phật giáo Trung Quốc                      | Lý Tiên Niệm |                        |  |
| 15  | Khuất Vũ               | 4/1988           | 6/1992            |                                                        | Lý Tiên Niệm | Mất khi đang tại nhiệm |  |
| 16  | Ba Kim                 | 4/1988           | 3/1993            |                                                        | Lý Tiên Niệm |                        |  |
| 17  | Mã Văn Thụy            | 4/1988           | 3/1993            |                                                        | Lý Tiên Niệm |                        |  |
| 18  | Lưu Tĩnh Cơ            | 4/1988           | 3/1993            |                                                        | Lý Tiên Niệm |                        |  |
| 19  | Vương Ân Mậu           | 4/1988           | 3/1993            |                                                        | Lý Tiên Niệm |                        |  |
| 20  | Tiền Học Sâm           | 4/1988           | 3/1993            |                                                        | Lý Tiên Niệm |                        |  |
| 21  | Tiền Vĩ Trường         | 4/1988           | 3/1993            |                                                        | Lý Tiên Niệm |                        |  |
| 22  | Hồ Thằng               | 4/1988           | 3/1993            |                                                        | Lý Tiên Niệm |                        |  |
| 23  | Tôn Hiểu Thôn          | 4/1988           | 5/1991            |                                                        | Lý Tiên Niệm | Mất khi đang tại nhiệm |  |
| 24  | Trình Tư Viễn          | 4/1988           | 3/1993            |                                                        | Lý Tiên Niệm |                        |  |
| 25  | Lư Gia Tích            | 4/1988           | 3/1993            |                                                        | Lý Tiên Niệm |                        |  |
| 26  | Tiền Chính Anh         | 4/1988           | 3/1993            |                                                        | Lý Tiên Niệm |                        |  |
| 27  | Tô Bộ Thanh            | 4/1988           | 3/1993            |                                                        | Lý Tiên Niệm |                        |  |
| 28  | Ismail Amat            | 4/1988           | 3/1993            | Ủy ban Dân tộc Quốc gia                                | Lý Tiên Niệm |                        |  |
| 29  | Hầu Kính Như           | 3/1989           | 3/1993            |                                                        | Lý Tiên Niệm |                        |  |
| 30  | Đinh Quang Huấn        | 3/1989           | 3/1993            |                                                        | Lý Tiên Niệm |                        |  |
| 31  | Hồng Học Trí           | 3/1990           | 3/1993            |                                                        | Lý Tiên Niệm |                        |  |
| 32  | Diệp Tuyển Bình        | 4/1991           | 3/1993            |                                                        | Lý Tiên Niệm |                        |  |

### Ủy ban Toàn quốc khóa VIII
|     |                      |                  |                   |                                   |              |                        |  |
| STT | Họ tên               | Nhiệm kỳ         | Nhiệm kỳ          | Chức vụ kiêm nhiệm                | Chủ tịch     | Ghi chú                |  |
| STT | Họ tên               | Nhiệm kỳ bắt đầu | Nhiệm kỳ kết thúc | Chức vụ kiêm nhiệm                | Chủ tịch     | Ghi chú                |  |
| 1   | Diệp Tuyển Bình      | 3/1993           | 3/1998            |                                   | Lý Thụy Hoàn |                        |  |
| 2   | Ngô Học Khiêm        | 3/1993           | 3/1998            |                                   | Lý Thụy Hoàn |                        |  |
| 3   | Dương Nhữ Đại        | 3/1993           | 3/1998            |                                   | Lý Thụy Hoàn |                        |  |
| 4   | Vương Triệu Quốc     | 3/1993           | 3/1998            |                                   | Lý Thụy Hoàn |                        |  |
| 5   | Ngapoi Ngawang Jigme | 3/1993           | 3/1998            |                                   | Lý Thụy Hoàn |                        |  |
| 6   | Saifuddin Azizi      | 3/1993           | 3/1998            |                                   | Lý Thụy Hoàn |                        |  |
| 7   | Hồng Học Trí         | 3/1993           | 3/1998            |                                   | Lý Thụy Hoàn |                        |  |
| 8   | Dương Tĩnh Nhân      | 3/1993           | 3/1998            |                                   | Lý Thụy Hoàn |                        |  |
| 9   | Chu Bồi Nguyên       | 3/1993           | 11/1993           | Chủ tịch Học xã Cửu Tam           | Lý Thụy Hoàn | Mất khi đang tại nhiệm |  |
| 10  | Đặng Triệu Tường     | 3/1993           | 3/1998            |                                   | Lý Thụy Hoàn |                        |  |
| 11  | Triệu Phác Sơ        | 3/1993           | 3/1998            | Chủ tịch Hội Phật giáo Trung Quốc | Lý Thụy Hoàn |                        |  |
| 12  | Ba Kim               | 3/1993           | 3/1998            |                                   | Lý Thụy Hoàn |                        |  |
| 13  | Lưu Tĩnh Cơ          | 3/1993           | 2/1997            |                                   | Lý Thụy Hoàn | Mất khi đang tại nhiệm |  |
| 14  | Tiền Học Sâm         | 3/1993           | 3/1998            |                                   | Lý Thụy Hoàn |                        |  |
| 15  | Tiền Vĩ Trường       | 3/1993           | 3/1998            |                                   | Lý Thụy Hoàn |                        |  |
| 16  | Hồ Thằng             | 3/1993           | 3/1998            |                                   | Lý Thụy Hoàn |                        |  |
| 17  | Tiền Chính Anh       | 3/1993           | 3/1998            |                                   | Lý Thụy Hoàn |                        |  |
| 18  | Tô Bộ Thanh          | 3/1993           | 3/1998            |                                   | Lý Thụy Hoàn |                        |  |
| 19  | Hầu Kính Như         | 3/1993           | 10/1994           |                                   | Lý Thụy Hoàn | Mất khi đang tại nhiệm |  |
| 20  | Đinh Quang Huấn      | 3/1993           | 3/1998            |                                   | Lý Thụy Hoàn |                        |  |
| 21  | Đổng Dần Sơ          | 3/1993           | 3/1998            |                                   | Lý Thụy Hoàn |                        |  |
| 22  | Tôn Phu Lăng         | 3/1993           | 3/1998            |                                   | Lý Thụy Hoàn |                        |  |
| 23  | An Tử Giới           | 3/1993           | 3/1998            |                                   | Lý Thụy Hoàn |                        |  |
| 24  | Hoắc Anh Đông        | 3/1993           | 3/1998            |                                   | Lý Thụy Hoàn |                        |  |
| 25  | Mã Vạn Kì            | 3/1993           | 3/1998            |                                   | Lý Thụy Hoàn |                        |  |
| 26  | Chu Quang Á          | 3/1994           | 3/1998            |                                   | Lý Thụy Hoàn |                        |  |
| 27  | Vạn Quốc Quyền       | 3/1994           | 3/1998            |                                   | Lý Thụy Hoàn |                        |  |
| 28  | Hà Lỗ Lệ             | 3/1996           | 3/1998            |                                   | Lý Thụy Hoàn |                        |  |

### Ủy ban Toàn quốc khóa IX
|     |                      |                  |                   | |              |                        |  |
| STT | Họ tên               | Nhiệm kỳ         | Nhiệm kỳ          | Chức vụ kiêm nhiệm                                                                                               | Chủ tịch     | Ghi chú                |  |
| STT | Họ tên               | Nhiệm kỳ bắt đầu | Nhiệm kỳ kết thúc | Chức vụ kiêm nhiệm                                                                                               | Chủ tịch     | Ghi chú                |  |
| 1   | Diệp Tuyển Bình      | 3/1998           | 3/2003            | | Lý Thụy Hoàn | Phó Chủ tịch thứ nhất  |  |
| 2   | Dương Nhữ Đại        | 3/1998           | 3/200≥3           | | Lý Thụy Hoàn |                        |  |
| 3   | Vương Triệu Quốc     | 3/1998           | 3/2003            | Trưởng ban Ban Mặt trận Thống nhất Trung ương (3/1998-12/2002) Chủ tịch Tổng công hội Toàn quốc (11/2002-3/2003) | Lý Thụy Hoàn |                        |  |
| 4   | Ngapoi Ngawang Jigme | 3/1998           | 3/2003            | | Lý Thụy Hoàn |                        |  |
| 5   | Triệu Phác Sơ        | 3/1998           | 5/2000            | Chủ tịch Hội Phật giáo Trung Quốc                                                                                | Lý Thụy Hoàn | Mất khi đang tại nhiệm |  |
| 6   | Ba Kim               | 3/1998           | 3/2003            | Chủ tịch Hiệp hội Nhà văn Trung Quốc                                                                             | Lý Thụy Hoàn |                        |  |
| 7   | Tiền Vĩ Trường       | 3/1998           | 3/2003            | | Lý Thụy Hoàn |                        |  |
| 8   | Lư Gia Tích          | 3/1998           | 6/2001            | | Lý Thụy Hoàn | Mất khi đang tại nhiệm |  |
| 9   | Nhậm Kiến Tân        | 3/1998           | 3/2003            | | Lý Thụy Hoàn |                        |  |
| 10  | Tống Kiện            | 3/1998           | 3/2003            | Viện trưởng Viện Công trình Trung Quốc                                                                           | Lý Thụy Hoàn |                        |  |
| 11  | Lí Quý Tiên          | 3/1998           | 3/2003            | | Lý Thụy Hoàn |                        |  |
| 12  | Trần Tuấn Sinh       | 3/1998           | 8/2002            | | Lý Thụy Hoàn | Mất khi đang tại nhiệm |  |
| 13  | Trương Tư Khanh      | 3/1998           | 3/2003            | | Lý Thụy Hoàn |                        |  |
| 14  | Tiền Chính Anh       | 3/1998           | 3/2003            | Hội trưởng Hội chữ thập đỏ Trung Quốc (3/1998-10/1999)                                                           | Lý Thụy Hoàn |                        |  |
| 15  | Đinh Quang Huấn      | 3/1998           | 3/2003            | | Lý Thụy Hoàn |                        |  |
| 16  | Tôn Phu Lăng         | 3/1998           | 3/2003            | | Lý Thụy Hoàn |                        |  |
| 17  | An Tử Giới           | 3/1998           | 6/2000            | | Lý Thụy Hoàn | Mất khi đang tại nhiệm |  |
| 18  | Hoắc Anh Đông        | 3/1998           | 3/2003            | | Lý Thụy Hoàn |                        |  |
| 19  | Mã Vạn Kì            | 3/1998           | 3/2003            | | Lý Thụy Hoàn |                        |  |
| 20  | Chu Quang Á          | 3/1998           | 3/2003            | | Lý Thụy Hoàn |                        |  |
| 21  | Vạn Quốc Quyền       | 3/1998           | 3/2003            | | Lý Thụy Hoàn |                        |  |
| 22  | Hồ Khải Lập          | 3/1998           | 3/2003            | Chủ tịch Hội Phúc lợi Trung Quốc (2001-3/2003)                                                                   | Lý Thụy Hoàn |                        |  |
| 23  | Trần Cẩm Hoa         | 3/1998           | 3/2003            | Chủ tịch Hội liên hiệp xí nghiệp Trung Quốc (1999-2003)                                                          | Lý Thụy Hoàn |                        |  |
| 24  | Triệu Nam Khởi       | 3/1998           | 3/2003            | | Lý Thụy Hoàn |                        |  |
| 25  | Mao Trí Dụng         | 3/1998           | 3/2003            | | Lý Thụy Hoàn |                        |  |
| 26  | Bạch Lập Thầm        | 3/1998           | 3/2003            | | Lý Thụy Hoàn |                        |  |
| 27  | Kinh Thúc Bình       | 3/1998           | 3/2003            | | Lý Thụy Hoàn |                        |  |
| 28  | La Hào Tài           | 3/1998           | 3/2003            | | Lý Thụy Hoàn |                        |  |
| 29  | Trương Khắc Huy      | 3/1998           | 3/2003            | | Lý Thụy Hoàn |                        |  |
| 30  | Chu Thiết Nông       | 3/1998           | 3/2003            | | Lý Thụy Hoàn |                        |  |
| 31  | Vương Văn Nguyên     | 3/1998           | 3/2003            | | Lý Thụy Hoàn |                        |  |

### Ủy ban Toàn quốc khóa X
|     |                        |                  |                   |                    |               |                        |  |
| STT | Họ tên                 | Nhiệm kỳ         | Nhiệm kỳ          | Chức vụ kiêm nhiệm | Chủ tịch      | Ghi chú                |  |
| STT | Họ tên                 | Nhiệm kỳ bắt đầu | Nhiệm kỳ kết thúc | Chức vụ kiêm nhiệm | Chủ tịch      | Ghi chú                |  |
| 1   | Vương Trung Vũ         | 3/2003           | 3/2008            |                    | Giả Khánh Lâm | Phó Chủ tịch thứ nhất  |  |
| 2   | Liệu Huy               | 3/2003           | 3/2008            |                    | Giả Khánh Lâm |                        |  |
| 3   | Lưu Diên Đông          | 3/2003           | 3/2008            |                    | Giả Khánh Lâm |                        |  |
| 4   | Ngapoi Ngawang Jigme   | 3/2003           | 3/2008            |                    | Giả Khánh Lâm |                        |  |
| 5   | Ba Kim                 | 3/2003           | 10/2005           |                    | Giả Khánh Lâm | Mất khi đang tại nhiệm |  |
| 6   | Pagbalha Geleg Namgyai | 3/2003           | 3/2008            |                    | Giả Khánh Lâm |                        |  |
| 7   | Lí Quý Tiên            | 3/2003           | 3/2008            |                    | Giả Khánh Lâm |                        |  |
| 8   | Trương Tư Khanh        | 3/2003           | 3/2008            |                    | Giả Khánh Lâm |                        |  |
| 9   | Đinh Quang Huấn        | 3/2003           | 3/2008            |                    | Giả Khánh Lâm |                        |  |
| 10  | Hoắc Anh Đông          | 3/2003           | 10/2006           |                    | Giả Khánh Lâm | Mất khi đang tại nhiệm |  |
| 11  | Mã Vạn Kì              | 3/2003           | 3/2008            |                    | Giả Khánh Lâm |                        |  |
| 12  | Bạch Lập Thầm          | 3/2003           | 3/2008            |                    | Giả Khánh Lâm |                        |  |
| 13  | La Hào Tài             | 3/2003           | 3/2008            |                    | Giả Khánh Lâm |                        |  |
| 14  | Trương Khắc Huy        | 3/2003           | 3/2008            |                    | Giả Khánh Lâm |                        |  |
| 15  | Chu Thiết Nông         | 3/2003           | 3/2008            |                    | Giả Khánh Lâm |                        |  |
| 16  | Hác Kiến Tú            | 3/2003           | 3/2008            |                    | Giả Khánh Lâm |                        |  |
| 17  | Trần Khuê Nguyên       | 3/2003           | 3/2008            |                    | Giả Khánh Lâm |                        |  |
| 18  | Abdul'ahat Abdulrixit  | 3/2003           | 3/2008            |                    | Giả Khánh Lâm |                        |  |
| 19  | Từ Khuông Địch         | 3/2003           | 3/2008            |                    | Giả Khánh Lâm |                        |  |
| 20  | Lý Triệu Chước         | 3/2003           | 3/2008            |                    | Giả Khánh Lâm |                        |  |
| 21  | Hoàng Mạnh Phục        | 3/2003           | 3/2008            |                    | Giả Khánh Lâm |                        |  |
| 22  | Vương Tuyển            | 3/2003           | 2/2006            |                    | Giả Khánh Lâm | Mất khi đang tại nhiệm |  |
| 23  | Trương Hoài Tây        | 3/2003           | 3/2008            |                    | Giả Khánh Lâm |                        |  |
| 24  | Lý Mông                | 3/2003           | 3/2008            |                    | Giả Khánh Lâm |                        |  |
| 25  | Đổng Kiến Hoa          | 3/2005           | 3/2008            |                    | Giả Khánh Lâm |                        |  |
| 26  | Trương Mai Dĩnh        | 3/2005           | 3/2008            |                    | Giả Khánh Lâm |                        |  |
| 27  | Trương Dong Minh       | 3/2005           | 3/2008            |                    | Giả Khánh Lâm |                        |  |

### Ủy ban Toàn quốc khóa XI
|     |                        |                  |                   |                    |               |                        |  |
| STT | Họ tên                 | Nhiệm kỳ         | Nhiệm kỳ          | Chức vụ kiêm nhiệm | Chủ tịch      | Ghi chú                |  |
| STT | Họ tên                 | Nhiệm kỳ bắt đầu | Nhiệm kỳ kết thúc | Chức vụ kiêm nhiệm | Chủ tịch      | Ghi chú                |  |
| 1   | Vương Cương            | 3/2008           | 3/2013            |                    | Giả Khánh Lâm | Phó Chủ tịch thứ nhất  |  |
| 2   | Liệu Huy               | 3/2008           | 3/2013            |                    | Giả Khánh Lâm |                        |  |
| 3   | Đỗ Thanh Lâm           | 3/2008           | 3/2013            |                    | Giả Khánh Lâm |                        |  |
| 4   | Ngapoi Ngawang Jigme   | 3/2008           | 12/2009           |                    | Giả Khánh Lâm | Mất khi đang tại nhiệm |  |
| 5   | Pagbalha Geleg Namgyai | 3/2008           | 3/2013            |                    | Giả Khánh Lâm |                        |  |
| 6   | Mã Vạn Kì              | 3/2008           | 3/2013            |                    | Giả Khánh Lâm |                        |  |
| 7   | Bạch Lập Thầm          | 3/2008           | 3/2013            |                    | Giả Khánh Lâm |                        |  |
| 8   | Trần Khuê Nguyên       | 3/2008           | 3/2013            |                    | Giả Khánh Lâm |                        |  |
| 9   | Abdul'ahat Abdulrixit  | 3/2008           | 3/2013            |                    | Giả Khánh Lâm |                        |  |
| 10  | Lý Triệu Chước         | 3/2008           | 3/2013            |                    | Giả Khánh Lâm |                        |  |
| 11  | Hoàng Mạnh Phục        | 3/2008           | 3/2013            |                    | Giả Khánh Lâm |                        |  |
| 12  | Đổng Kiến Hoa          | 3/2008           | 3/2013            |                    | Giả Khánh Lâm |                        |  |
| 13  | Trương Mai Dĩnh        | 3/2008           | 3/2013            |                    | Giả Khánh Lâm |                        |  |
| 14  | Trương Dong Minh       | 3/2008           | 3/2013            |                    | Giả Khánh Lâm |                        |  |
| 15  | Tiền Vận Lục           | 3/2008           | 3/2013            |                    | Giả Khánh Lâm |                        |  |
| 16  | Tôn Gia Chính          | 3/2008           | 3/2013            |                    | Giả Khánh Lâm |                        |  |
| 17  | Lý Kim Hoa             | 3/2008           | 3/2013            |                    | Giả Khánh Lâm |                        |  |
| 18  | Trịnh Vạn Thông        | 3/2008           | 3/2013            |                    | Giả Khánh Lâm |                        |  |
| 19  | Đặng Phác Phương       | 3/2008           | 3/2013            |                    | Giả Khánh Lâm |                        |  |
| 20  | Vạn Cương              | 3/2008           | 3/2013            |                    | Giả Khánh Lâm |                        |  |
| 21  | Lâm Văn Y              | 3/2008           | 3/2013            |                    | Giả Khánh Lâm |                        |  |
| 22  | Lệ Vô Úy               | 3/2008           | 3/2013            |                    | Giả Khánh Lâm |                        |  |
| 23  | La Phú Hòa             | 3/2008           | 3/2013            |                    | Giả Khánh Lâm |                        |  |
| 24  | Trần Tông Hưng         | 3/2008           | 3/2013            |                    | Giả Khánh Lâm |                        |  |
| 25  | Vương Chí Trân         | 3/2008           | 3/2013            |                    | Giả Khánh Lâm |                        |  |
| 26  | Hà Hậu Hoa             | 3/2010           | 3/2013            |                    | Giả Khánh Lâm |                        |  |

### Ủy ban Toàn quốc khóa XII
|     |                        |                  |                   |                    |                |                       |  |
| STT | Họ tên                 | Nhiệm kỳ         | Nhiệm kỳ          | Chức vụ kiêm nhiệm | Chủ tịch       | Ghi chú               |  |
| STT | Họ tên                 | Nhiệm kỳ bắt đầu | Nhiệm kỳ kết thúc | Chức vụ kiêm nhiệm | Chủ tịch       | Ghi chú               |  |
| 1   | Đỗ Thanh Lâm           | 3/2013           | 3/2018            |                    | Du Chính Thanh | Phó Chủ tịch thứ nhất |  |
| 2   | Lệnh Kế Hoạch          | 3/2013           | 2/2015            |                    | Du Chính Thanh | Miễn nhiệm            |  |
| 3   | Hàn Khải Đức           | 3/2013           | 3/2018            |                    | Du Chính Thanh |                       |  |
| 4   | Pagbalha Geleg Namgyai | 3/2013           | 3/2018            |                    | Du Chính Thanh |                       |  |
| 5   | Đổng Kiến Hoa          | 3/2013           | 3/2018            |                    | Du Chính Thanh |                       |  |
| 6   | Vạn Cương              | 3/2013           | 3/2018            |                    | Du Chính Thanh |                       |  |
| 7   | Lâm Văn Y              | 3/2013           | 3/2018            |                    | Du Chính Thanh |                       |  |
| 8   | La Phú Hòa             | 3/2013           | 3/2018            |                    | Du Chính Thanh |                       |  |
| 9   | Hà Hậu Hoa             | 3/2013           | 3/2018            |                    | Du Chính Thanh |                       |  |
| 10  | Trương Khánh Lê        | 3/2013           | 3/2018            |                    | Du Chính Thanh |                       |  |
| 11  | Lý Hải Phong           | 3/2013           | 3/2018            |                    | Du Chính Thanh |                       |  |
| 12  | Tô Vinh                | 3/2013           | 6/2014            |                    | Du Chính Thanh | Miễn nhiệm            |  |
| 13  | Trần Nguyên            | 3/2013           | 3/2018            |                    | Du Chính Thanh |                       |  |
| 14  | Lư Triển Công          | 3/2013           | 3/2018            |                    | Du Chính Thanh |                       |  |
| 15  | Chu Tiểu Xuyên         | 3/2013           | 3/2018            |                    | Du Chính Thanh |                       |  |
| 16  | Vương Gia Thụy         | 3/2013           | 3/2018            |                    | Du Chính Thanh |                       |  |
| 17  | Vương Chính Vĩ         | 3/2013           | 3/2018            |                    | Du Chính Thanh |                       |  |
| 18  | Mã Biểu                | 3/2013           | 3/2018            |                    | Du Chính Thanh |                       |  |
| 19  | Tề Tục Xuân            | 3/2013           | 3/2018            |                    | Du Chính Thanh |                       |  |
| 20  | Trần Hiểu Quang        | 3/2013           | 3/2018            |                    | Du Chính Thanh |                       |  |
| 21  | Mã Bồi Hoa             | 3/2013           | 3/2018            |                    | Du Chính Thanh |                       |  |
| 22  | Lưu Hiểu Phong         | 3/2013           | 3/2018            |                    | Du Chính Thanh |                       |  |
| 23  | Vương Khâm Mẫn         | 3/2013           | 3/2018            |                    | Du Chính Thanh |                       |  |
| 24  | Lương Chấn Anh         | 3/2017           | 3/2018            |                    | Du Chính Thanh |                       |  |

### Ủy ban Toàn quốc khóa XIII
|     |                        |                  |                   |                                                                                 |            |                       |  |
| STT | Họ tên                 | Nhiệm kỳ         | Nhiệm kỳ          | Chức vụ kiêm nhiệm                                                              | Chủ tịch   | Ghi chú               |  |
| STT | Họ tên                 | Nhiệm kỳ bắt đầu | Nhiệm kỳ kết thúc | Chức vụ kiêm nhiệm                                                              | Chủ tịch   | Ghi chú               |  |
| 1   | Trương Khánh Lê        | 3/2018           | 3/2023            | Ủy viên Trung ương Đảng                                                         | Uông Dương | Phó Chủ tịch thứ nhất |  |
| 2   | Lưu Kì Bảo             | 3/2018           | 3/2023            | Ủy viên Trung ương Đảng                                                         | Uông Dương |                       |  |
| 3   | Pagbalha Geleg Namgyai | 3/2018           | 3/2023            | Chủ tịch Ủy ban Hòa bình Tôn giáo Trung Quốc                                    | Uông Dương |                       |  |
| 4   | Đổng Kiến Hoa          | 3/2018           | 3/2023            |                                                                                 | Uông Dương |                       |  |
| 5   | Vạn Cương              | 3/2018           | 3/2023            |                                                                                 | Uông Dương |                       |  |
| 6   | Hà Hậu Hoa             | 3/2018           | 3/2023            |                                                                                 | Uông Dương |                       |  |
| 7   | Lư Triển Công          | 3/2018           | 3/2023            | Ủy viên Trung ương Đảng                                                         | Uông Dương |                       |  |
| 8   | Vương Chính Vĩ         | 3/2018           | 3/2023            | Ủy viên Trung ương Đảng                                                         | Uông Dương |                       |  |
| 9   | Mã Biểu                | 3/2018           | 3/2023            | Ủy viên Trung ương Đảng                                                         | Uông Dương |                       |  |
| 10  | Trần Hiểu Quang        | 3/2018           | 3/2023            |                                                                                 | Uông Dương |                       |  |
| 11  | Lương Chấn Anh         | 3/2018           | 3/2023            |                                                                                 | Uông Dương |                       |  |
| 12  | Hạ Bảo Long            | 3/2018           | 3/2023            | Tổng Thư ký Chính Hiệp Toàn quốc                                                | Uông Dương |                       |  |
| 13  | Dương Truyền Đường     | 3/2018           | 3/2023            |                                                                                 | Uông Dương |                       |  |
| 14  | Lý Bân                 | 3/2018           | 3/2023            | Ủy viên Trung ương Đảng Chủ nhiệm Ủy ban Kế hoạch hóa Gia đình và Y tế Quốc gia | Uông Dương |                       |  |
| 15  | Bagatur                | 3/2018           | 3/2023            | Ủy viên Trung ương Đảng                                                         | Uông Dương |                       |  |
| 16  | Uông Vĩnh Thanh        | 3/2018           | 3/2023            |                                                                                 | Uông Dương |                       |  |
| 17  | Hà Lập Phong           | 3/2018           | 3/2023            |                                                                                 | Uông Dương |                       |  |
| 18  | Tô Huy                 | 3/2018           | 3/2023            |                                                                                 | Uông Dương |                       |  |
| 19  | Trịnh Kiến Bang        | 3/2018           | 3/2023            |                                                                                 | Uông Dương |                       |  |
| 20  | Cô Thắng Trở           | 3/2018           | 3/2023            |                                                                                 | Uông Dương |                       |  |
| 21  | Lưu Tân Thành          | 3/2018           | 3/2023            |                                                                                 | Uông Dương |                       |  |
| 22  | Hà Duy                 | 3/2018           | 3/2023            |                                                                                 | Uông Dương |                       |  |
| 23  | Thiệu Hồng             | 3/2018           | 3/2023            |                                                                                 | Uông Dương |                       |  |
| 24  | Cao Vân Long           | 3/2018           | 3/2023            |                                                                                 | Uông Dương |                       |  |

### Ủy ban Toàn quốc khóa XIV
|     |                        |                  |                   |                                              |               |                       |  |
| STT | Họ tên                 | Nhiệm kỳ         | Nhiệm kỳ          | Chức vụ kiêm nhiệm                           | Chủ tịch      | Ghi chú               |  |
| STT | Họ tên                 | Nhiệm kỳ bắt đầu | Nhiệm kỳ kết thúc | Chức vụ kiêm nhiệm                           | Chủ tịch      | Ghi chú               |  |
| 1   | Thạch Thái Phong       | 3/2023           | nay               | Ủy viên Bộ Chính trị                         | Vương Hỗ Ninh | Phó Chủ tịch thứ nhất |  |
| 2   | Hồ Xuân Hoa            | 3/2023           | nay               | Ủy viên Trung ương Đảng                      | Vương Hỗ Ninh |                       |  |
| 3   | Bagatur                | 3/2023           | nay               | Ủy viên Trung ương Đảng                      | Vương Hỗ Ninh |                       |  |
| 4   | Thẩm Dược Dược         | 3/2023           | nay               | Ủy viên Trung ương Đảng                      | Vương Hỗ Ninh |                       |  |
| 5   | Vương Đông Phong       | 3/2023           | nay               | Tổng Thư ký Chính Hiệp Toàn quốc             | Vương Hỗ Ninh |                       |  |
| 6   | Hà Hậu Hoa             | 3/2023           | nay               |                                              | Vương Hỗ Ninh |                       |  |
| 7   | Vương Dũng             | 3/2023           | nay               |                                              | Vương Hỗ Ninh |                       |  |
| 8   | Chu Cường              | 3/2023           | nay               |                                              | Vương Hỗ Ninh |                       |  |
| 9   | Lương Chấn Anh         | 3/2023           | nay               |                                              | Vương Hỗ Ninh |                       |  |
| 10  | Hạ Bảo Long            | 3/2023           | nay               |                                              | Vương Hỗ Ninh |                       |  |
| 11  | Pagbalha Geleg Namgyai | 3/2023           | nay               | Chủ tịch Ủy ban Hòa bình Tôn giáo Trung Quốc | Vương Hỗ Ninh |                       |  |
| 12  | Tô Huy                 | 3/2023           | nay               |                                              | Vương Hỗ Ninh |                       |  |
| 13  | Thiệu Hồng             | 3/2023           | nay               |                                              | Vương Hỗ Ninh |                       |  |
| 14  | Cao Vân Long           | 3/2023           | nay               |                                              | Vương Hỗ Ninh |                       |  |
| 15  | Trần Vũ                | 3/2023           | nay               |                                              | Vương Hỗ Ninh |                       |  |
| 16  | Mu Hong                | 3/2023           | nay               |                                              | Vương Hỗ Ninh |                       |  |
| 17  | Hàm Huy                | 3/2023           | nay               |                                              | Vương Hỗ Ninh |                       |  |
| 18  | Khương Tín Trị         | 3/2023           | nay               |                                              | Vương Hỗ Ninh |                       |  |
| 19  | Jiang Zuojun           | 3/2023           | nay               |                                              | Vương Hỗ Ninh |                       |  |
| 20  | Wang Guangqian         | 3/2023           | nay               |                                              | Vương Hỗ Ninh |                       |  |
| 21  | Qin Boyong             | 3/2023           | nay               |                                              | Vương Hỗ Ninh |                       |  |
| 22  | Zhu Yongxin            | 3/2023           | nay               |                                              | Vương Hỗ Ninh |                       |  |
| 23  | Yang Zhen              | 3/2023           | nay               |                                              | Vương Hỗ Ninh |                       |  |